# Üçdam
Üçdam ist ein Dorf (Köy) im Landkreis Pülümür der türkischen Provinz Tunceli. Im Jahre 2011 lebten in Üçdam 14 Menschen.